# Neochoerus pinckneyi
Il capibara gigante (Neochoerus pinckneyi (Hay, 1923)) è un grande roditore vissuto nel Pleistocene in Nordamerica.

## Descrizione
Questo animale era filogeneticamente affine all'odierno capibara (il più grande roditore vivente), ma era più grande del 40%. Il capibara gigante è stato rinvenuto negli Stati Uniti meridionali, compresi Texas, Florida e South Carolina. Evidentemente gli antenati di questo roditore gigantesco attraversarono il "ponte di terra" che alla fine del Pliocene si era creato nella zona di Panama, invadendo così il territorio nordamericano. Il capibara gigante è un rappresentante della cosiddetta megafauna pleistocenica, scomparsa verso la fine del periodo (circa 10.000 anni fa). I motivi dell'estinzione del capibara gigante sono ancora da chiarire: tra le ipotesi figurano epidemie, mutamenti climatici e altro, ma non vi sono prove di un intervento attivo dell'uomo.

Un altro parente stretto del capibara è stato il Protohydrochoerus, vissuto nel Pliocene.